# Vermeș (okręg Caraș-Severin)
Vermeș – wieś w Rumunii, w okręgu Caraș-Severin, w gminie Vermeș. W 2011 roku liczyła 979 mieszkańców. 